# Rots, Calvados
Rots är en kommun i departementet Calvados i regionen Normandie i nordvästra Frankrike. Kommunen ligger i kantonen Tilly-sur-Seulles som ligger i arrondissementet Caen. År 2018 hade Rots 1 481 invånare.

## Befolkningsutveckling
Antalet invånare i kommunen Rots
Referens:INSEE

## Galleri

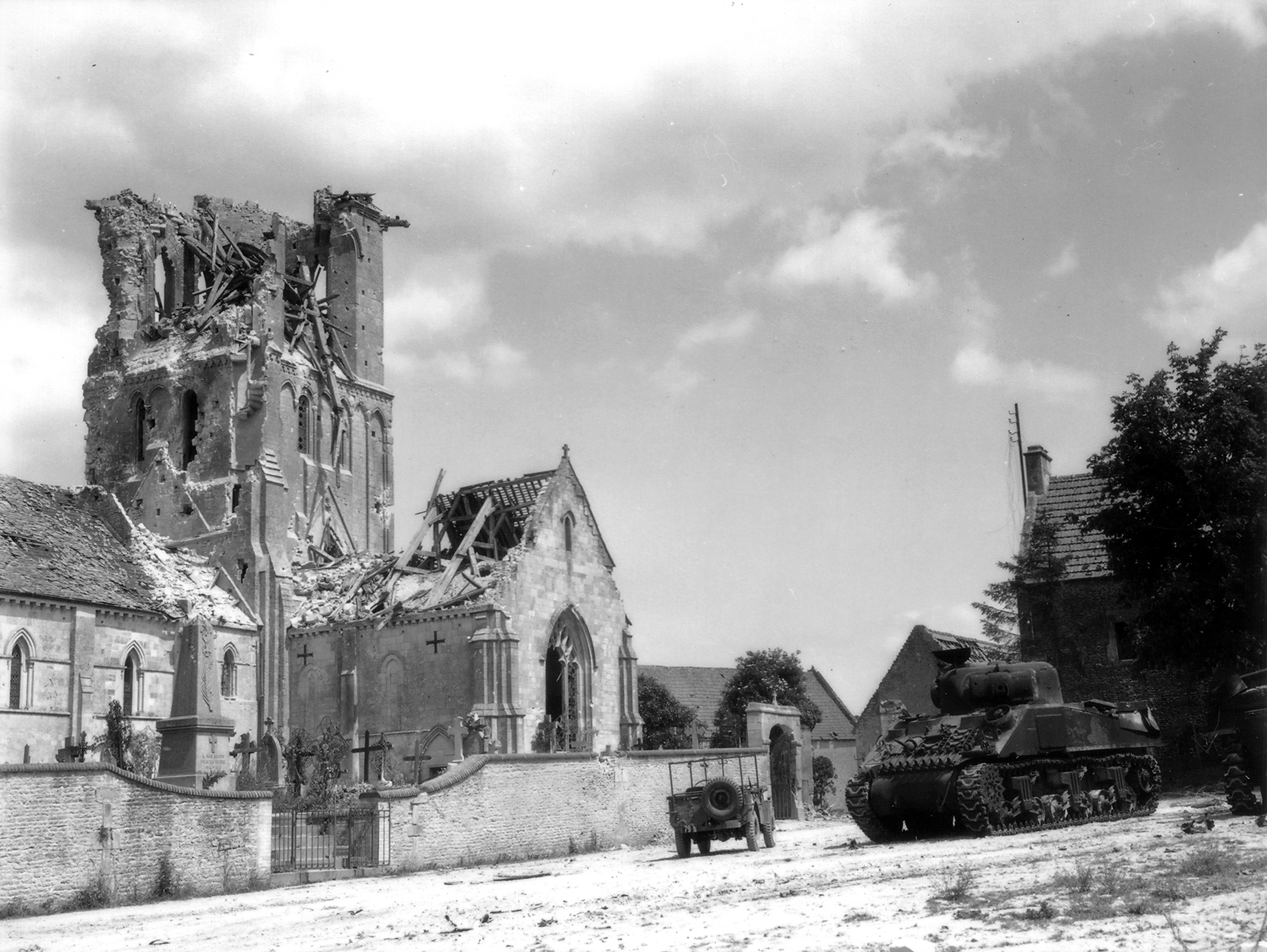
Rots kyrka 1944. En M4 Sherman stridsvagn och en jeep står bredvid det demolerade kyrktornet 1944.
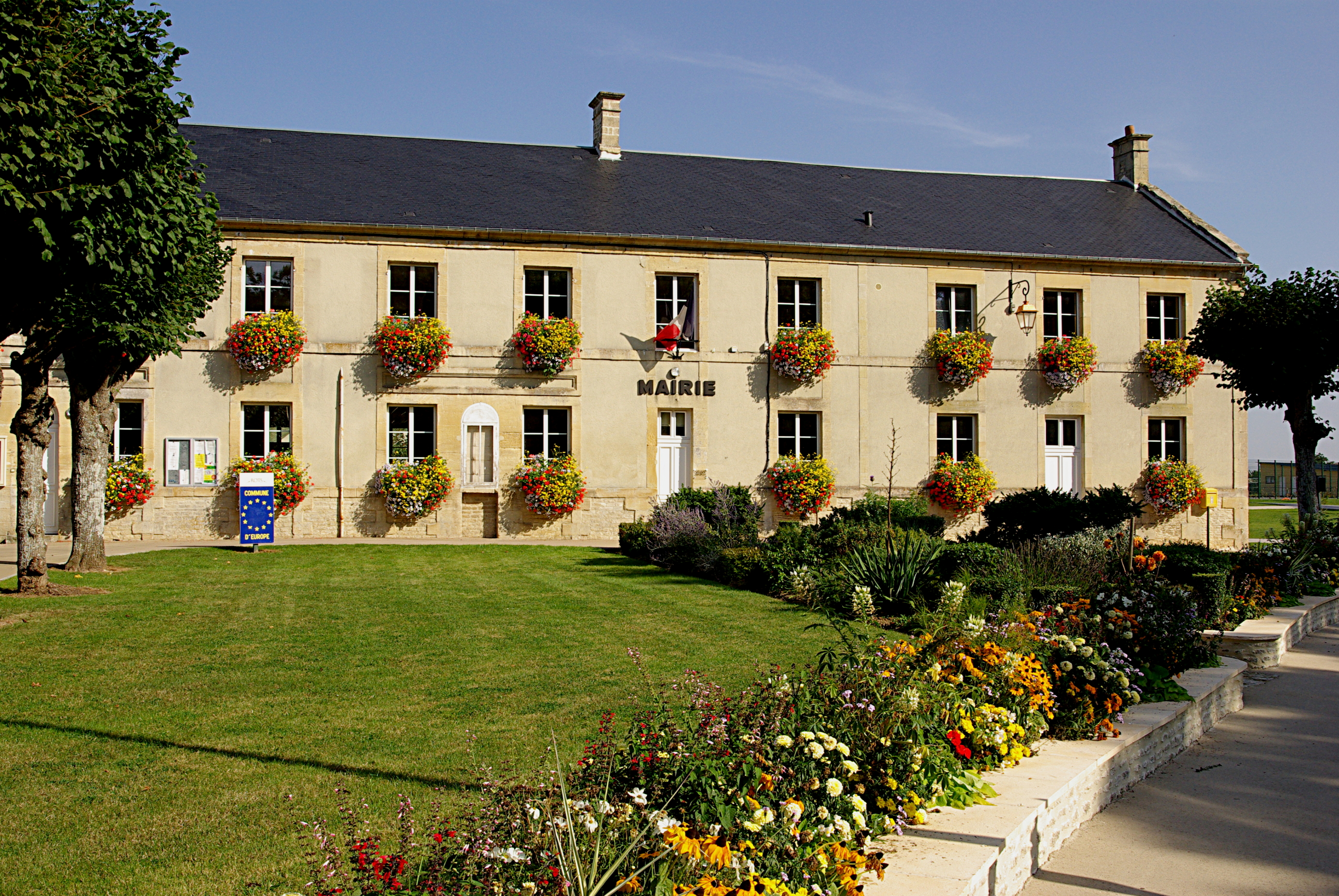
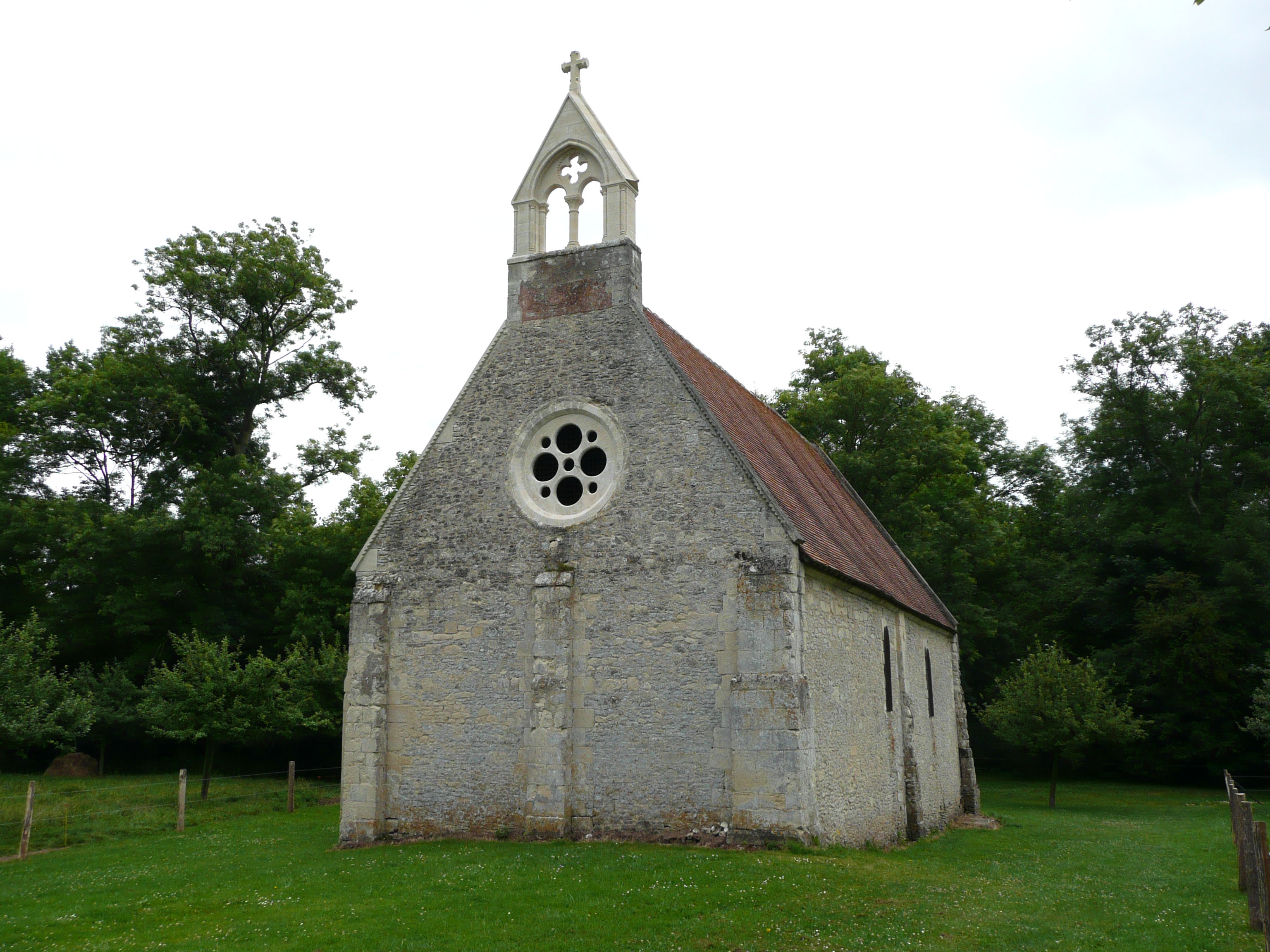